# Mazda6 MPS
Der Mazda6 MPS ist die leistungsstärkste zwischen Herbst 2005 und Ende 2007 gebaute Version des ersten Mazda6. Als Basis diente die Stufenhecklimousine, die zugleich das Interieur vom Faceliftmodell (GG1) aufnimmt.
Der Mazda6 MPS ist die stärkste Serienlimousine in der Geschichte Mazdas. Auf vielen nichteuropäischen Märkten werden die Mazda-Performance-Series-Modelle unter dem Namen Mazdaspeed verkauft. (Mazdaspeed6)
Mit Einführung der zweiten Generation (GH)  wurde die Produktion des Mazda6 MPS eingestellt und bis heute gab es keine neue Version.

## Design
Äußerlich gibt sich der Mazda6 MPS sehr sportlich, die auffälligsten Änderungen gegenüber dem regulären Mazda6 sind die neu gestaltete Frontschürze mit einem großen Lufteinlass, die neue Heckschürze mit zentraler Doppelauspuffanlage, die markante Spoilerlippe am Heck, die kräftiger wirkende Motorhaube mit zwei Sicken und die 18-Zoll-Leichtmetallfelgen im 15-Speichen-Design. Der cw-Wert liegt bei 0,29 (im Gegensatz zu 0,30 beim normalen Mazda6), die Stirnfläche bei 2,15 m².

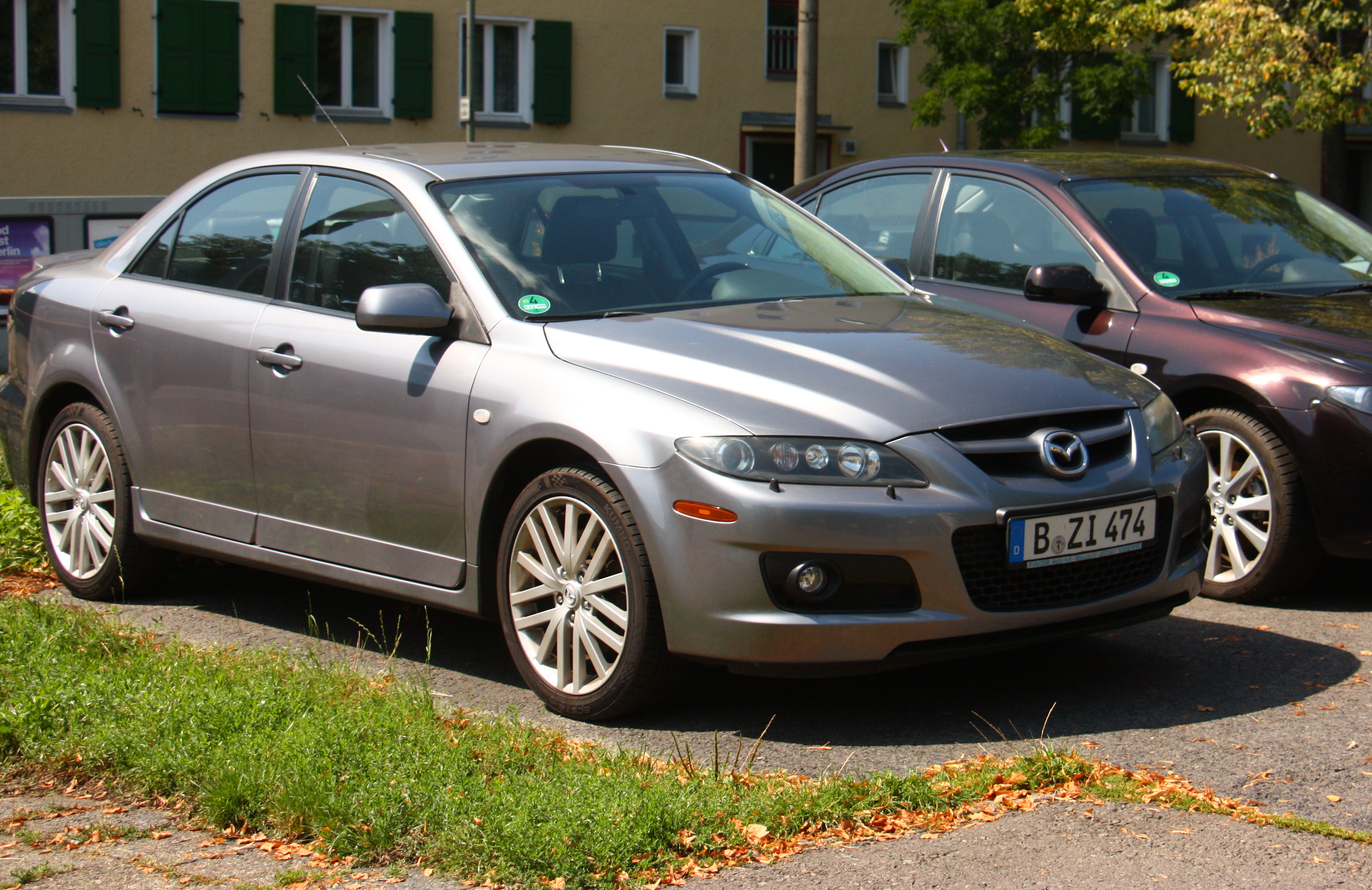
Vorderansicht, daneben ein Mazda6GG in Normalausführung
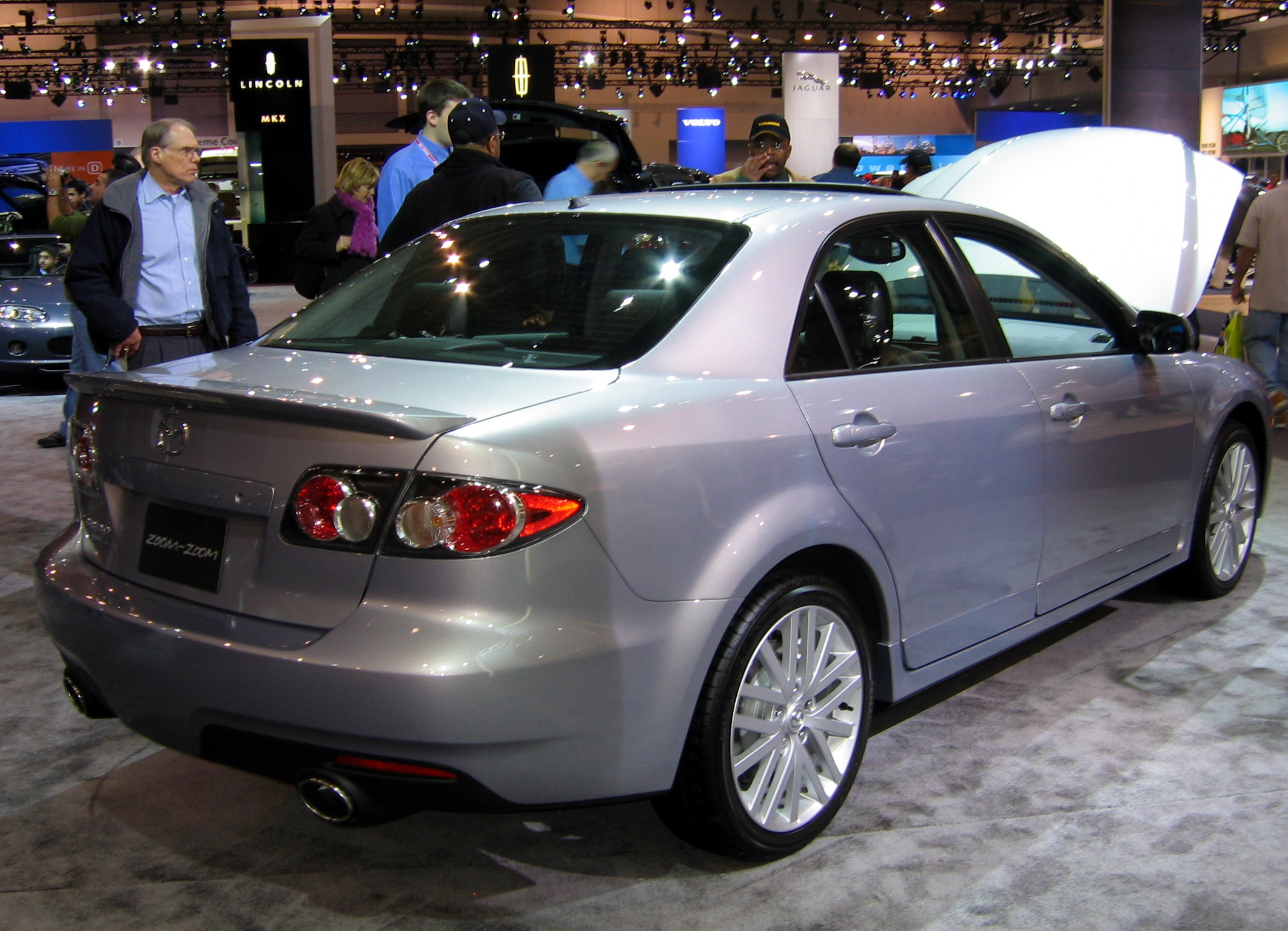
Heck mit zweiflutiger Auspuffanlage und Heckspoiler
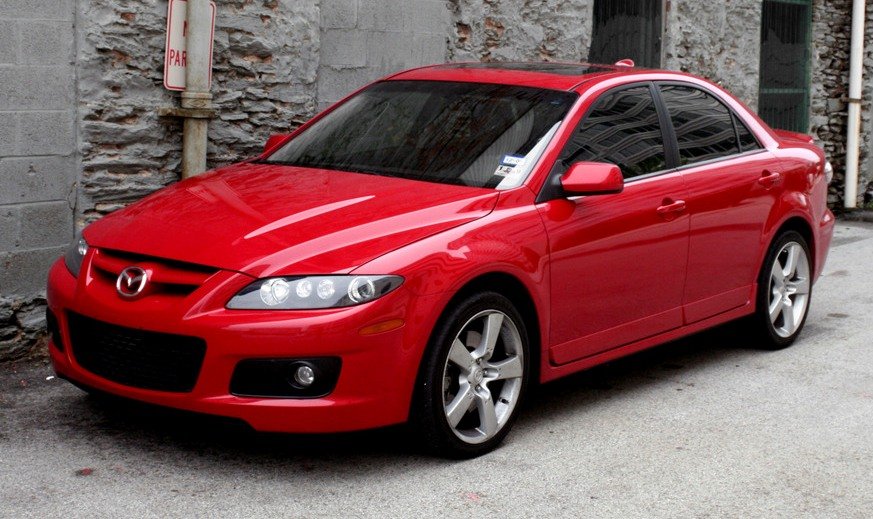
US-Modell

## Antrieb
Angetrieben wird der Mazda6 MPS wie auch der Mazda3 MPS von einem 2,3-Liter-MZR-DISI-DOHC-VVT Motor mit Turbolader und Benzindirekteinspritzung, der maximal 191 kW (260 PS) leistet und bei 3000/min 380 Nm maximales Drehmoment abgeben kann. Die Kraft wird mit Hilfe eines computergesteuerten Allradantriebs (AWD mit ADS) übertragen, der im Normalbetrieb den Großteil (beim langsamen Rangieren: 100 Prozent) der Antriebskraft auf die Vorderachse leitet. Der Mazda6 MPS erreicht eine (elektronisch begrenzte) Höchstgeschwindigkeit von 240 km/h und beschleunigt von 0 auf 100 km/h in 6,6 s, Das Sechsganggetriebe wird über einen Schalthebel auf der Mittelkonsole geschaltet. Es gab keine Automatikgetriebe für den MPS.

## Ausstattung
Die Ausstattung des Mazda6 MPS entspricht weitgehend der Ausstattung des Top-Modells des Mazda6. Serienmäßig sind u. a. sechs Airbags, DSC, Klimaautomatik, 18-Zoll-Aluräder, Tempomat, Alarmanlage, Lederausstattung mit Sitzheizung, elektrische Fahrersitzverstellung mit Memory-Funktion, Xenon-Scheinwerfer, Nebelscheinwerfer und ein Bose-Soundsystem mit 6-fach-CD-Wechsler. Als Sonderausstattung sind ein DVD-Navigationssystem und ein elektrisches Glasschiebedach erhältlich.